# Sdílení aut

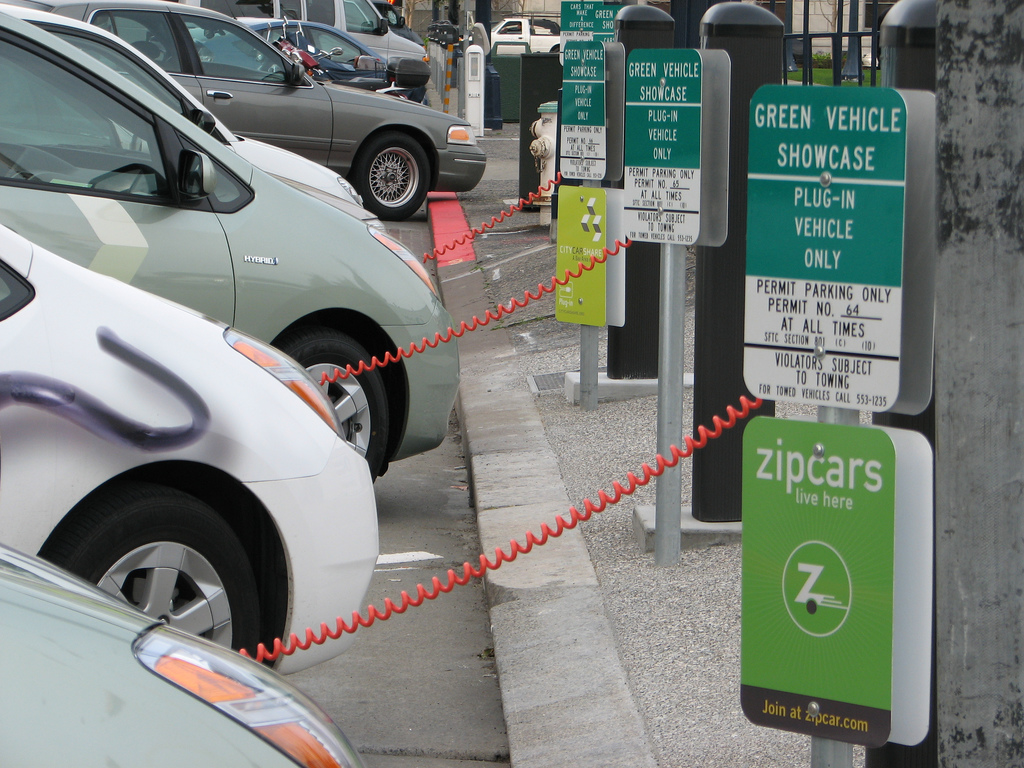
Elektrické nabíjecí stanice provozovatele sdílení automobilů Zipcar v San Francisku

Sdílení aut, tzv. carsharing, je sdílení automobilů více lidmi, kterým by se kvůli malé frekvenci využívání nevyplatilo vlastnit a provozovat automobil sami. Může být provozován jak formou oficiálního či neoficiálního sdružování lidí, kteří pak jsou spoluvlastníky automobilů, tak formou podnikatelskou, tedy službami veřejných půjčoven automobilů. Podobně fungují také systémy sdílení jízdních kol. Často se pod tímto označením jedná fakticky o pronájem aut zákazníkům od velké firmy, žádné skutečné sdílení.

## Účel a hodnocení

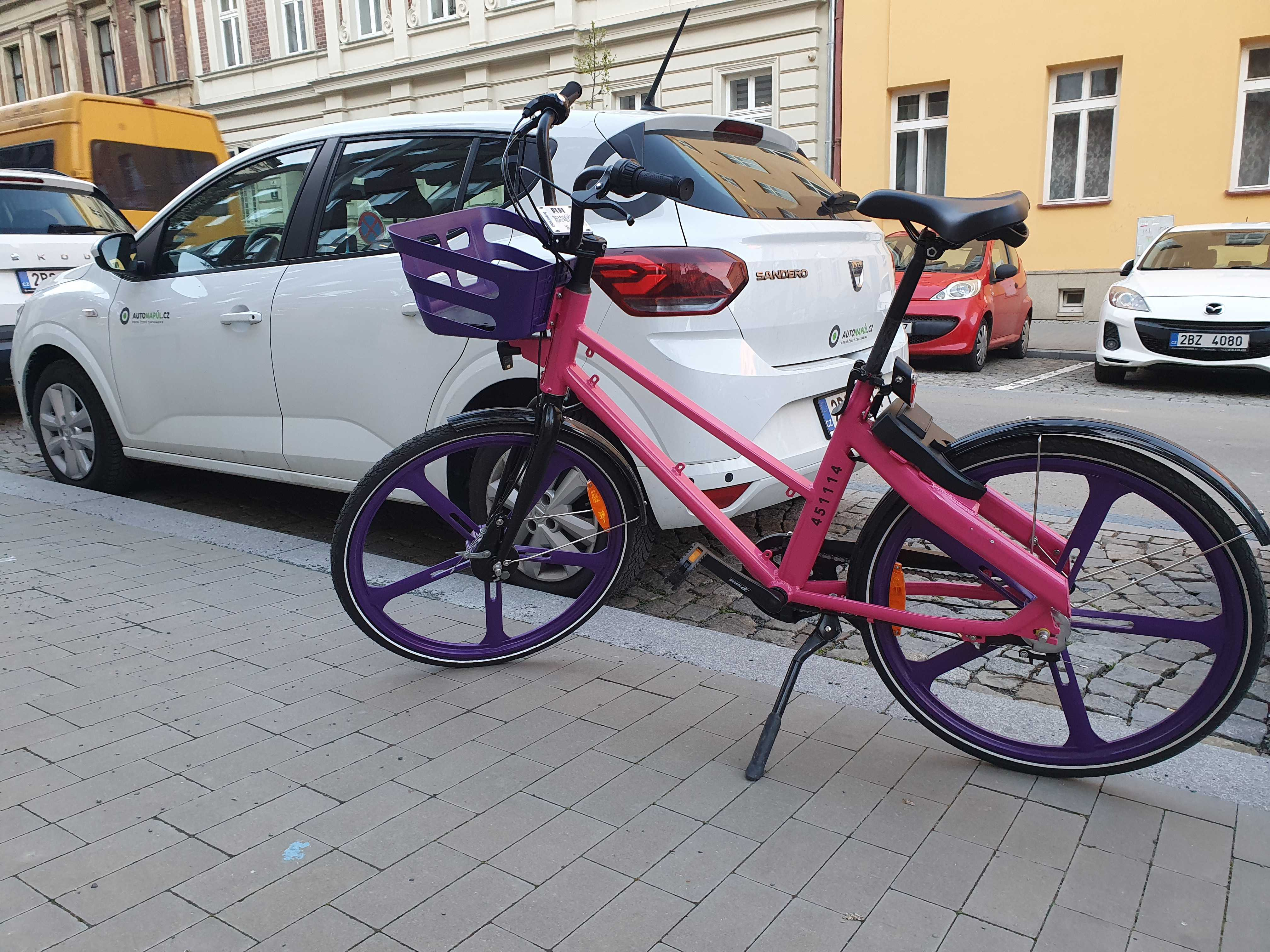
Sdílená mobilita - carsharing a bikesharing se doplňují

Sdílení aut slučuje některé výhody individuální dopravy s některými výhodami veřejné dopravy. Pro uživatele může znamenat oproti provozování vlastního vozidla snížení investičních a provozních výdajů a starostí. Carsharing se vyplatí pro ty, kdo najedou ročně méně než 14 000 kilometrů. Pro města mohou sdílené vozy znamenat snížení nároků na množství parkovacích ploch. Řada měst již zvýhodňuje parkování sdílených vozů ve svých centrech. Ušetření parkovacích míst ve městech platí pro tzv. round-trip carsharing, který má stanovené předávací zóny nebo parkovací místa. Tento efekt nebyl prokázaný u tzv. free-float carsharingu, jelikož spíše nahrazuje cesty MHD a pro jeho provoz je potřeba velké množství vozů.

### Výhody
- nižší potřeba používání aut a parkovacích ploch (pouze u tzv. round-trip carsharingu)
- snížení počtu najetých kilometrů autem
- efektivnější využívání vozů než u vlastního auta
- častější využívání jiných způsobů dopravy, zejména ve velkých městech[3]
- zvýhodněné parkovné v některých městech
- méně starostí s péčí o vůz pro uživatele
- výběr z různých vozů různých velikostí
- dostupnost vozu kdykoliv volně na ulici
- auto k dispozici bez dlouhodobých závazků

### Nevýhody
- nutnost dopředu plánovat jízdu a použití určitého typu či velikosti auta (tzv. free-float carsharing neumožňuje rezervaci předem více než hodinu)
- delší doby dojití či dojetí než k vlastnímu vozu
- riziko nemožnosti půjčit si žádané vozidlo v žádanou dobu[3]
- výbava dostupných vozů nemusí odpovídat představám a požadavkům např. na komfort či maximální bezpečnost
- v případě pouze platby za ujetý km nic nenutí řidiče k úspoře paliva a tedy i životního prostředí

## Cambio
V německých Brémách vznikl systém sdílení zvaný cambio aut formou sítě automatizovaných půjčoven automobilů, provázaných s veřejnou dopravou a s půjčovnami a úložišti jízdních kol, firma Cambio. Během let se rozšířil do dalších německých měst (od roku 2000) a do Belgie. Systém k březnu 2019 fungoval v 23 německých a 44 belgických městech a je do něj zapojeno přes 110 000 uživatelů.

## Česko
V Československu byla známá například pražská půjčovna automobilů Pragocar.[zdroj?]
V České republice existuje množství firem půjčujících automobily, ale ty se zaměřují převážně na doplňkové a náhradní služby vlastníkům automobilů (zapůjčení náhradního vozu po poruše vlastního, odvoz řidiče, který požil alkohol atd.). Sdílení aut jako pravidelný a cenově přiměřený způsob dopravy využívaný lidmi, kteří vlastní automobil nemají, ani jako spoluvlastnictví automobilu v Česku nijak výrazným fenoménem není, nepočítá-li se vcelku obvyklé sdílení vozidel v rámci rodin. Mnoho firem, které sdílejí auta, přibylo v Česku po roce 2015.[zdroj?]
V Praze funguje nejvíce firem sdílejících auta v celém Česku. K září 2019 bylo v ulicích tohoto města přibližně 700 sdílených aut. Dvě firmy zde k tomuto datu provozovaly také sdílení elektrických skútrů. Sdílení aut se tak začíná v některých případech prolínat se sdílením dalších dopravních prostředků, a to především prostředků zařaditelných do kategorie mikromobility. Provozovatel Anytime uvedl, že půjčování aut je oblíbené zejména v mladších generacích. Autonapůl naopak vnímá svoji zákaznickou základnu i ve sdílnících ve věku kolem 40 let.[zdroj?]

### Seznam firem

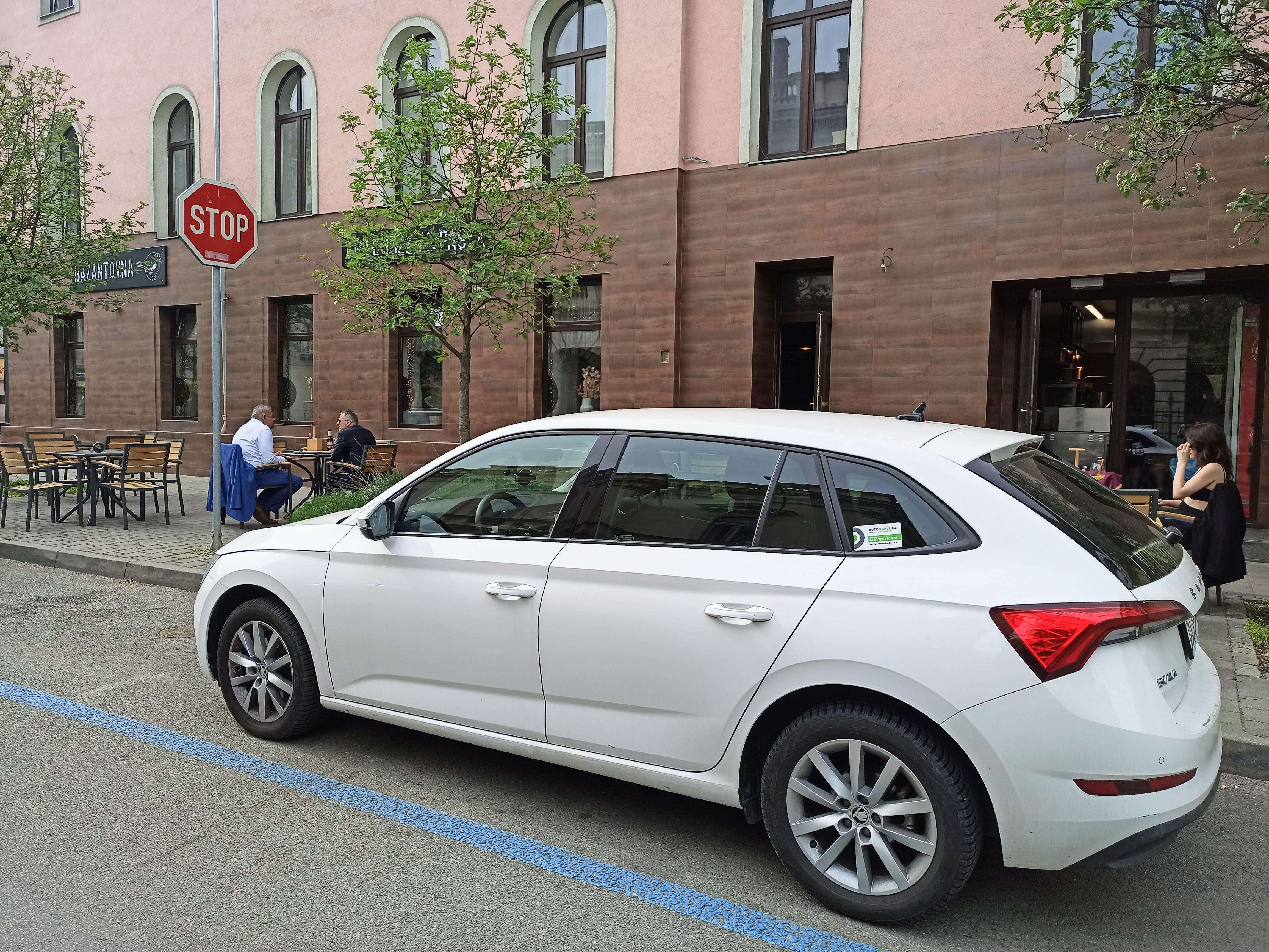
Nejdéle fungující carsharing Autonapůl

- Autonapůl – Od roku 2003 funguje nejstarší společnost Autonapůl, která působí v 7 městech: Praze, Brně, Hradci Králové, Liberci, Olomouci, Ostravě a Plzni.[6] K lednu 2024 bylo k dispozici 84 aut. Registrovat se lze online. Rezervace, vyzvednutí i vrácení vozu lze zvládnout pomocí mobilní aplikace. Auto si lze rezervovat a jet, ale také si rezervaci plánovat dopředu, jak dlouho je potřeba. Výhodou je rozmanitá flotila vozů bez výrazných reklamních polepů.

- CAR4WAY – Od roku 2013 působí společnost, která v České republice zákazníkovi nabízí tzv. free-float systém sdílení aut. K dispozici měla k únoru 2023 k dispozici 1 100 aut.[7]Škoda Citigo patřící pod českou společnost na sdílení aut CAR4WAY v Praze v roce 2019

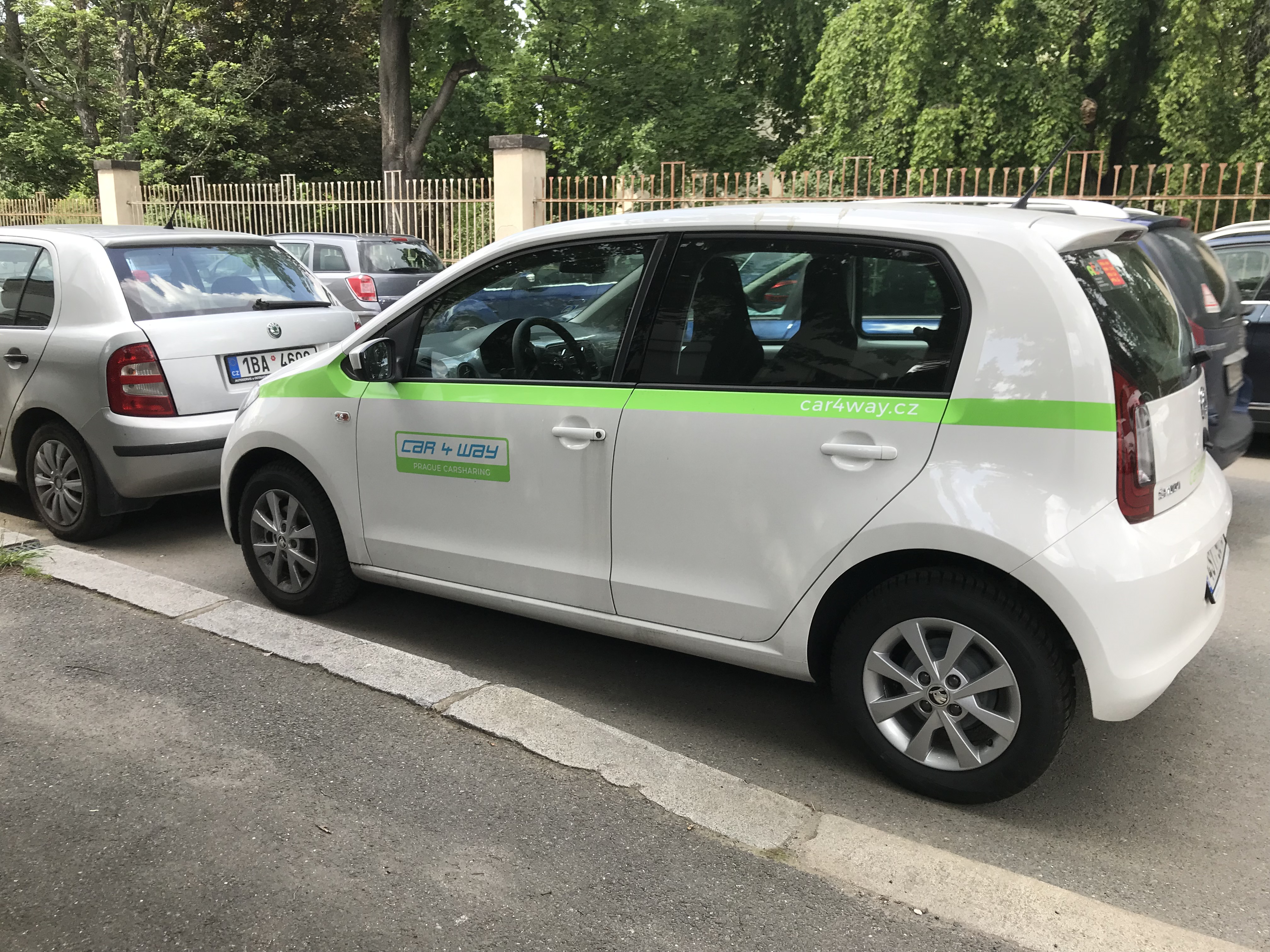
Škoda Citigo patřící pod českou společnost na sdílení aut CAR4WAY v Praze v roce 2019

- HoppyGo – V únoru 2017 zahájila v ČR provoz platforma na přímé sdílení aut mezi uživateli HoppyGo, tzv. peer to peer carsharing. Služba propojuje majitele aut a řidiče, kteří auto nevlastní, nebo zrovna potřebují jiné. V létě 2018 se sloučila s podobnou službou SmileCar, která fungovala od března 2017. K listopadu 2018 bylo v nabídce 1500 vozidel a registrováno 40 000 uživatelů.[8]
- GoDrive – Od prosince 2018 funguje v Českých Budějovicích sdílení aut GoDrive, k dispozici je pět sdílených vozů Škoda Citigo.[9]

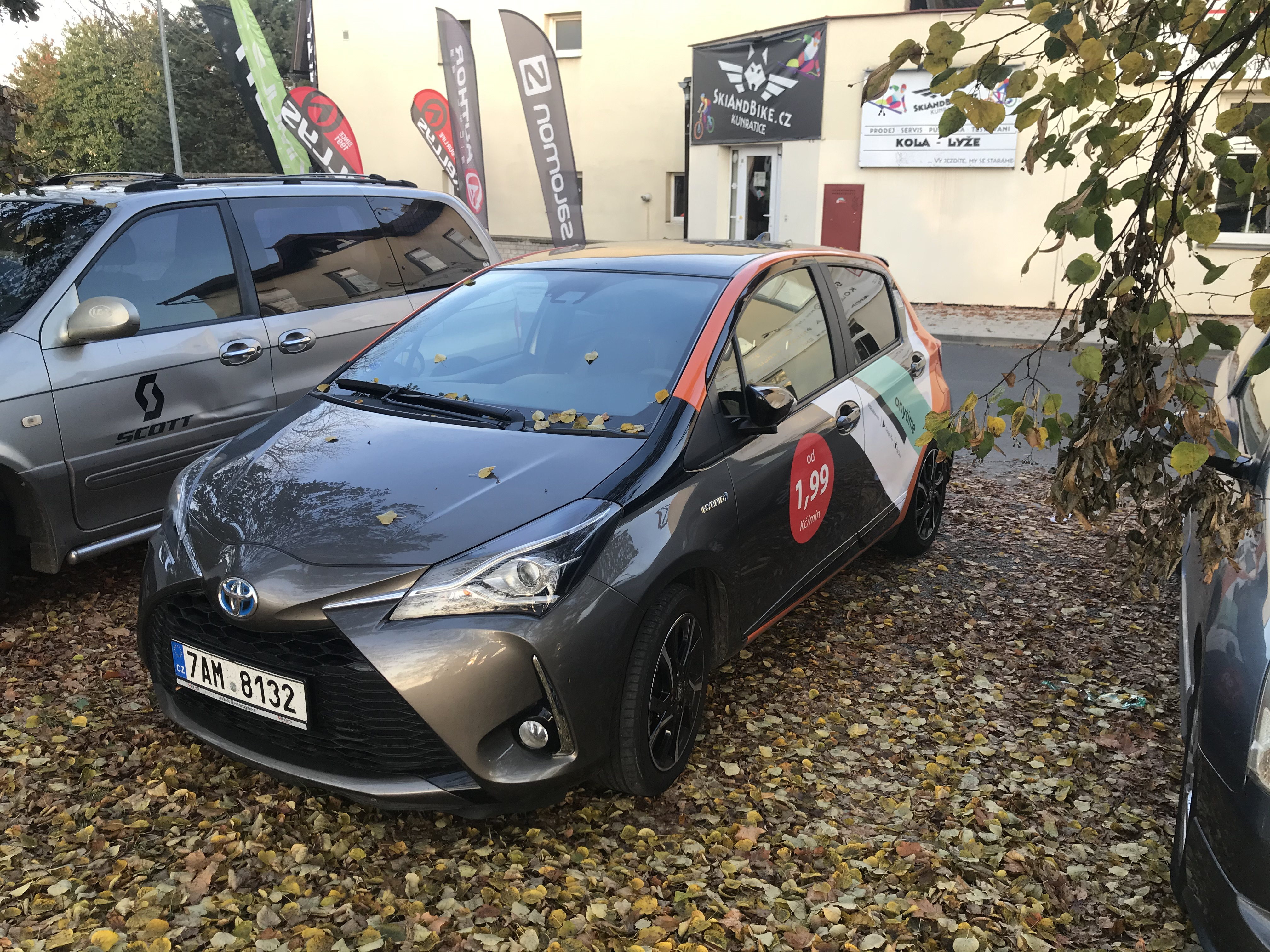
Sdílené auto Toyota Yaris firmy Anytime na Praze 4

- Anytime – Od 25. dubna 2019 v Praze provozuje sdílení aut italská společnost Anytime. Šlo o první zahraniční carsharing, který vstoupil do Česka. Od začátku 100 bylo v provozu hybridních vozů Toyota Yaris.[10] V září roku 2022 měla firma v ulicích Prahy 700 vozů.[11]

- AJO.cz – Od února 2014 fungoval v Praze a v Brně systém sdílení aut AJO.cz společnosti Klimek Motion. Jejich auta si uživatelé mohli přebírat a vracet samoobslužně, aniž by si museli předávat klíčky od auta. Rezervaci bylo možné zadat i několik týdnů předem.[12] K červnu 2020 bylo k dispozici 60 aut. Služba ukončila svou činnost k 30. listopadu 2023 a 1. prosince 2023 vstoupila společnost do likvidace.[13]

- re.volt – Od června 2018 fungovala v Praze česká služba re.volt, má vozový park sdílených malých elektromobilů čínské výroby; jde tedy o elektro sdílení aut. Od roku 2018 sdílí také elektrické skútry a motorky.[14][15][16] K roku 2019 má po širším centru Prahy rozmístěno celkem 20 elektroaut, 50 elektroskútrů a 24 elektromotorek. Od února 2020 nasadil do svého systému také elektrokoloběžky.[17] Re.volt ukončil provoz v červenci 2021.
- Karkulka – Od září 2018 funguje v Plzni sdílení vozidel Karkulka, nabízí 8 sdílených vozů. Sdílení provozují Plzeňské městské dopravní podniky.[18] Karkulka ukončuje činnost ke konci roku 2024.[zdroj?]
- Uniqway – Od října 2018 fungoval systém sdílení aut Uniqway společnosti Smart City Lab. Jednalo se o první studentský carsharing v České republice, který byl vytvářen studenty třech vysokých škol (ČVUT, ČZU, VŠE) a umožňoval sdílení vozidel mezi studenty a zaměstnanci všech vysokých škol na území České republiky. Ve flotile je 23 aut. Stoprocentním vlastníkem společnosti byl Škoda Auto Digilab, dceřiná společnost ŠKODA AUTO.[19] Služba ukončila provoz sdílených aut k 24. 2. 2023.[zdroj?]
- BeRider – Na podzim 2019 vstoupila na pražský trh firma sdílející elektrické skútry. Projekt pochází inovační laboratoře Škoda Auto DigiLab.[20] Ze začátku bylo skútrů v Praze 150, na sezónu 2020 se jich zde má objevit až 700.[21] Firma v roce 2020 expanduje také do Brna, kde bude provozovat přibližně 250 elektro-skútrů.[22] V květnu 2023 ukončuje svou činnost.
- GreenGo – Od října 2019 v Praze fungoval carsharing maďarské společnosti GreenGo, která provozovala elektrické Volkswageny e-up. GreenGo provoz v Praze ukončil k březnu 2022.[23]
- Blinkee.City – Od června 2020 v Praze funguje v Praze sdílení celkem 150 elektrických skútrů této polské firmy.[24] Ukončeno v roce 2023.[zdroj?]